# Cooper T24
Copper T24 je Cooperjev dirkalnik, ki je bil uporabljen na dirkah Formule 1 in Formule 2 med sezonama 1953 in 1960, na prvenstvenih dirkah Formule 1 pa v sezonah 1953 in 1954. Skupno so dirkači z njim nastopili na štiriintridesetih dirkah v obeh kategorijah, od tega so dvaindvajsetkrat dirko končali ter dosegli dve zmagi in še pet uvrstitev na stopničke.

## Popolni rezultati Svetovnega prvenstva Formule 1
(legenda) (Odebeljene dirke pomenijo najboljši štartni položaj, poševne pa najhitrejši krog)
| Leto | Motor              | Moštvo             | Dirkači         | 1   | 2   | 3   | 4   | 5   | 6   | 7   | 8   | 9   |
| ---- | ------------------ | ------------------ | --------------- | --- | --- | --- | --- | --- | --- | --- | --- | --- |
| 1953 | Bristol Straight-6 |                    |                 | ARG | 500 | NIZ | BEL | FRA | VB  | NEM | ŠVI | ITA |
| 1953 | Bristol Straight-6 | Cooper Car Company | Stirling Moss   |     |     |     |     | Ret |     |     |     | 13  |
| 1953 | Bristol Straight-6 | Atlantic Stable    | Peter Whitehead |     |     |     |     |     | 9   |     |     |     |
| 1954 | Bristol Straight-6 |                    |                 | ARG | 500 | BEL | FRA | VB  | NEM | ŠVI | ITA | ŠPA |
| 1954 | Bristol Straight-6 | Peter Whitehead    | Peter Whitehead |     |     |     |     | Ret |     |     |     |     |